# Arrondissement des Almadies
Das Arrondissement des Almadies ist eines der vier Arrondissements, in die das Département Dakar gegliedert ist, das seinerseits deckungsgleich ist mit dem Stadtgebiet der Metropole Ville de Dakar, der Hauptstadt Senegals. Das Arrondissement umfasst vier Stadtbezirke, denen jeweils der Status einer Gemeinde (commune) zukommt.

## Geografie
Das Arrondissement liegt im Nordwesten der Cap-Vert-Halbinsel am Pointe des Almadies und ist damit das westlichste Arrondissement von Dakar. Von Norden, Westen und Süden wird das Gebiet von der Atlantikküste umschlossen. Es umfasst auch das Areal des Flughafens Dakar-Yoff-Léopold Sédar Senghor. Das Arrondissement hat nach Angaben zum Zensus 2023 eine Fläche von 28,984 km² (zuvor 30,1 km²).

## Bevölkerung

Arrondissements und Stadtbezirke in Dakar

Die letzten Volkszählungen ergaben für das Arrondissement jeweils folgende Einwohnerzahlen:
| Stadtbezirk             | Fläche km² | Einwohner 2002 | Einwohner 2013 | Einwohner 2023 |
| ----------------------- | ---------- | -------------- | -------------- | -------------- |
| Ouakam                  | 5,472      | 43.188         | 74.692         | 100.541        |
| Ngor                    | 4,377      | 10.309         | 17.383         | 17.706         |
| Yoff                    | 14,580     | 53.035         | 89.442         | 119.351        |
| Mermoz-Sacré Cœur       | 4,555      | 23.602         | 29.798         | 38.598         |
| Arrondissement zusammen | 28,984     | 130.134        | 211.314        | 276.196        |